# Eldkonst

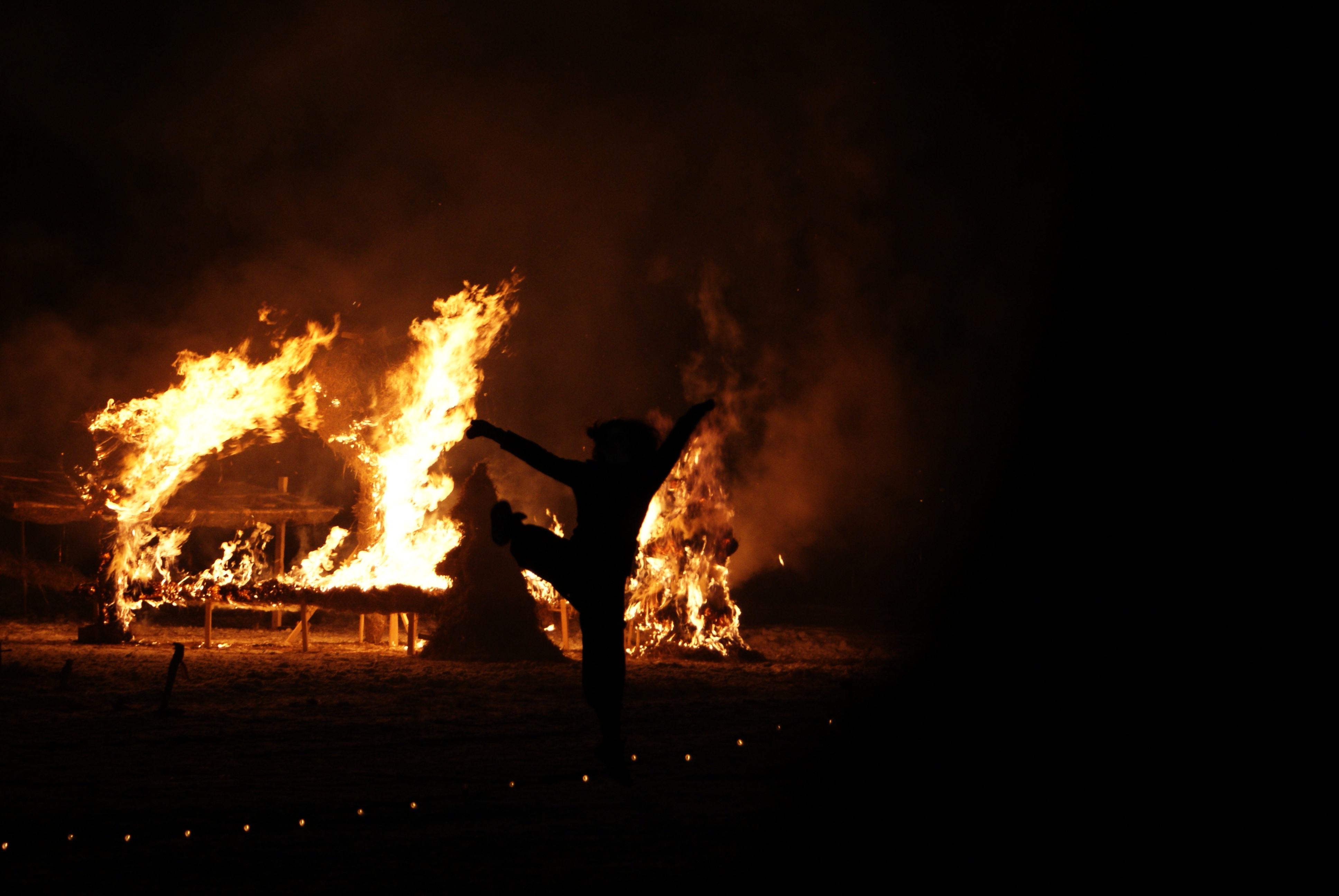
Dansare från Dans i Vämland framför Forest in City 2008.

Eldkonst är en föreställning med eld som anordnas i samarbete mellan Karlstads universitet, Karlstads kommun och Värmlands museum. Föreställningen har arrangerats årligen med start år 2000, alltid i december men uteblev 2006. Studenter från Innovations- och designingenjörsprogrammet bygger skulpturer i halm som sedan antänds. Alla år utom ett, då det hölls på Borgmästarholmen, har det hållits på Sandgrundsudden. Ingen inträdesavgift tas. I Karlstads kommuns budget har det sedan 2005 stått det att det ska genomföras årligen. 2009 hade evenemanget cirka 2000 besökare.

## Teman och historia
Temat 2003 och 2004 var Metamekanik. 2007 brändes de två skulpturerna Fireflower och Fågel Fenix.. 2008 var temat Distorted Reality. Kretslopp var temat 2009. 2010 var temat Polhems mekaniska alfabet och 2011 Polhem och vattenkraft.